# آلبنیس ۱۰۱۸۶
سیارک ۱۰۱۸۶ (به انگلیسی: 10186 Albeniz، نامگذاری:1996HD24) ده هزار و صد و هشتاد و ششمین سیارک کشف شده‌است که در ۲۰ آوریل ۱۹۹۶ کشف شد.
قدر مطلق سیارک برابر ۱۴٫۲۰ است.